# Layvin Kurzawa
Layvin Kurzawa (* 4. September 1992 in Fréjus) ist ein französischer Fußballspieler, der zuletzt bei Paris Saint-Germain unter Vertrag stand.

## Karriere
Als Sohn eines Vaters aus Guadeloupe und einer polnischen Mutter kam Kurzawa 1992 in Fréjus zur Welt. Er begann mit dem Fußballspielen in der Jugend des ES Fréjus und kam über die Jugend von Stade Raphaëlois in den Nachwuchs der AS Monaco. Ab 2010 stand er in deren Profikader. Am 25. September 2010 gab er sein Debüt im Profifußball bei der 1:2-Niederlage der Monegassen im Spiel beim FC Lorient. Bis zum Abstieg bestritt er vier weitere Spiele. Am 14. Dezember 2013 erzielte Kurzawa sein erstes Tor als Profi beim 2:0-Sieg über EA Guingamp. 
Am 9. September 2010 gab er sein Debüt für die französische U-19-Nationalmannschaft, als er bei der 1:2-Niederlage gegen Japan in der 85. Minute für Jérémy Hélan eingewechselt wurde. Im Januar 2011 lehnte er ein Angebot des polnischen Fußballverbandes, künftig für die polnische Fußballnationalmannschaft aufzulaufen, ab.
Im Oktober 2014 feierte Kurzawa ein Kopfballtor gegen die Schwedische U-21-Nationalmannschaft mit einem spöttischen militärischen Ehrengruß vor John Guidetti. Schweden drehte das Spiel spät und erwiderte Kurzawas Torjubel zu verschiedenen Gelegenheiten, besonders in ihrem Siegerfoto der U-21-EM 2015 (an welcher Frankreich wegen der Niederlage nicht teilnehmen durfte).
Am 27. August 2015 wechselte Kurzawa zu Paris Saint-Germain. Er erhielt beim französischen Meister einen Fünfjahresvertrag. Sein erstes Tor für den Verein erzielte er am 25. Oktober 2015 beim 4:1-Heimsieg gegen die AS Saint-Étienne. Im Champions-League-Gruppenspiel gegen den RSC Anderlecht am 31. Oktober 2017 erzielte Kurzawa als Außenverteidiger innerhalb von 26 Minuten einen lupenreinen Hattrick.
Im September 2022 wurde der Franzose für ein Jahr an den FC Fulham verliehen.

## Titel
- Französischer Meister (6): 2016, 2018, 2019, 2020, 2022, 2024
- Französischer Pokalsieger (6): 2016, 2017, 2018, 2020, 2021, 2024
- Französischer Ligapokalsieger (4): 2016, 2017, 2018, 2020
- Französischer Supercupsieger (7): 2016, 2017, 2018, 2019, 2020, 2022, 2023